# نادي عمان (عمان)
نادي عُمان هو أحد أندية كرة القدم في عُمان.

## إنجازاته

### المحلية
- الدوري العماني:
- البطل (1) :1996–97
- الوصيف (1) : 1995–96
- كأس السلطان قابوس: 2

1979, 1994

### الدولية
- دوري أبطال آسيا :

- الوصيف (1) : 1993–94
- كأس روفرز (الهند) :
- البطل (1) : 1995.[2]

## اللاعبون

### التشكيلة الحالية
ملاحظة: تشير الأعلام إلى المنتخب الوطني على النحو المحدد في قواعد الأهلية للفيفا. قد يحمل اللاعبون أكثر من جنسية واحدة غير تابعة للفيفا.
| الرقم | البلد      | المركز | اللاعب            |
| ----- | ---------- | ------ | ----------------- |
| 2     | سلطنة عمان | مدافع  | ماجد البلوشي      |
| 4     | بنين       | مدافع  | شارليماجني        |
| 5     | سلطنة عمان | مدافع  | جمعة الجامعي      |
| 6     | سلطنة عمان | مدافع  | عبدالرحمن الفوري  |
| 7     | سلطنة عمان | مهاجم  | طارق المعشري      |
| 8     | سلطنة عمان | وسط    | محمود الحسني      |
| 11    | سلطنة عمان | مهاجم  | معاذ الجهضمي      |
| 13    | سلطنة عمان | مهاجم  | عبدالواحد الهنائي |
| 14    | سلطنة عمان | وسط    | عبدالعظيم العجمي  |
| 15    | السنغال    | وسط    | كولاولي باريو     |
| 16    | سلطنة عمان | وسط    | نوح الهنائي       |

| الرقم | البلد      | المركز | اللاعب           |
| ----- | ---------- | ------ | ---------------- |
| 17    | سلطنة عمان | وسط    | عمر الحسني       |
| 18    | سلطنة عمان | مهاجم  | شوقي الرقادي     |
| 21    | سلطنة عمان | وسط    | ثويني المخيني    |
| 22    | سلطنة عمان | وسط    | داود الجابري     |
| 24    | سلطنة عمان | مدافع  | سالمين البطاشي   |
| 27    | سلطنة عمان | وسط    | عادل الشبلي      |
| 33    | سلطنة عمان | وسط    | فيصل البريكي     |
| 55    | سلطنة عمان | حارس   | عبدالعزيز الحسني |
| 80    | سلطنة عمان | حارس   | فارس الغيثي      |
| 90    | سلطنة عمان | حارس   | أمجد البوصافي    |